# Viaduc de la Côtière
Ne doit pas être confondu avec Viaduc ferroviaire de la Côtière.
Le viaduc  de la Côtière est un pont emprunté par l'autoroute française A432, qui participe à la liaison entre l'A46 et l'A42. Il est situé à Beynost et à La Boisse, dans l'Ain, en France.

## Présentation

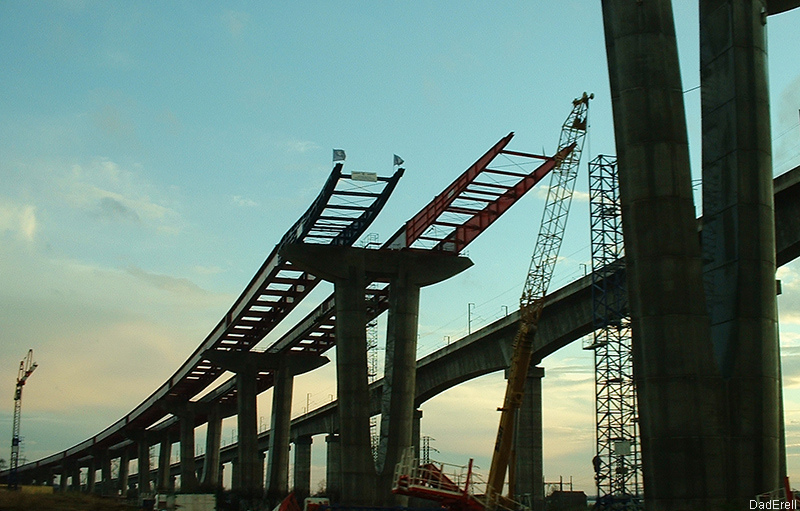
Vue de la construction du viaduc en décembre 2009.

Mesurant 1 210 m, pour une largeur de 30 m, il a été construit de 2008 à 2011 et le tronçon autoroutier Les Échets - La Boisse a été mis en service début 2011.
Il se trouve à proximité immédiate et parallèlement d'un autre viaduc, nommé également viaduc de la Côtière sur lequel passe une ligne ferroviaire grand vitesse et construit en 1991.